# Gerald Laing
Gerald Ogilvie Laing (* 11. Februar 1936 in Newcastle upon Tyne; † 23. November 2011 in St Andrews) war ein englischer Maler und Bildhauer. Zu seinen Plastiken zählt Sherlock Holmes in Edinburgh. Er lebte in den Highlands. Er starb auf Kinkell Castle an Krebs.